# Olympische Jugend-Sommerspiele 2018/Ringen
Bei den Olympischen Jugend-Sommerspielen 2018 wurden fünfzehn Wettbewerbe im Ringen ausgetragen. Sie fanden vom 12. bis zum 14. Oktober 2018 statt.

## Wettbewerb
Es wurden jeweils fünf Wettbewerbe im Freistil pro Geschlecht sowie fünf Wettbewerbe im griechisch-römischen Stil für Jungen ausgetragen.

## Ergebnisse

### Jungen

#### Freistil

##### Klasse bis 48 kg
| Platz | Land       | Athlet               |
| ----- | ---------- | -------------------- |
| 1     | Usbekistan | Umidjon Jalolov      |
| 2     | Georgien   | Giorgi Gegelaschwili |
| 3     | Türkei     | Halil Gökdeniz       |

##### Klasse bis 55 kg
| Platz | Land               | Athlet              |
| ----- | ------------------ | ------------------- |
| 1     | Vereinigte Staaten | Robert Howard       |
| 2     | Argentinien        | Hernán Almendra     |
| 3     | Ukraine            | Vladyslav Ostapenko |

##### Klasse bis 65 kg
| Platz | Land          | Athlet          |
| ----- | ------------- | --------------- |
| 1     | Aserbaidschan | Turan Bayramov  |
| 2     | Iran          | Mohammad Karimi |
| 3     | Pakistan      | Inayat Ullah    |

##### Klasse bis 80 kg
| Platz | Land       | Athlet                  |
| ----- | ---------- | ----------------------- |
| 1     | Russland   | Achmedchan Tembotow     |
| 2     | Algerien   | Fateh Benferdjallah     |
| 3     | Usbekistan | Mukhammadrasul Rakhimov |

##### Klasse bis 110 kg
| Platz | Land     | Athlet               |
| ----- | -------- | -------------------- |
| 1     | Russland | Sergei Kosyrew       |
| 2     | Iran     | Amir Hossein Zare    |
| 3     | Ägypten  | Ahmed Mahmoud Khalil |

#### Griechisch-römischer Stil

##### Klasse bis 45 kg
| Platz | Land      | Athlet               |
| ----- | --------- | -------------------- |
| 1     | Iran      | Amir Reza Dehbozorgi |
| 2     | Ecuador   | Jeremy Peralta       |
| 3     | Bulgarien | Edmond Nazaryan      |

##### Klasse bis 51 kg
| Platz | Land     | Athlet          |
| ----- | -------- | --------------- |
| 1     | Japan    | Wataru Sasaki   |
| 2     | Georgien | Giorgi Tochadse |
| 3     | Mexiko   | Axel Salas      |

##### Klasse bis 60 kg
| Platz | Land        | Athlet               |
| ----- | ----------- | -------------------- |
| 1     | Georgien    | Giorgi Tschchikwadse |
| 2     | Kirgisistan | Elmirbek Sadyrov     |
| 3     | Armenien    | Sahak Howhannisjan   |

##### Klasse bis 71 kg
| Platz | Land     | Athlet             |
| ----- | -------- | ------------------ |
| 1     | Moldau   | Alexandrin Guţu    |
| 2     | Russland | Stepan Starodubzew |
| 3     | Japan    | Shu Yamada         |

##### Klasse bis 92 kg
| Platz | Land     | Athlet             |
| ----- | -------- | ------------------ |
| 1     | Iran     | Mohammad Nosrati   |
| 2     | Türkei   | Osman Ayaydın      |
| 3     | Russland | Muchammad Jewlojew |

### Mädchen

#### Freistil

##### Klasse bis 43 kg
| Platz | Land               | Athlet           |
| ----- | ------------------ | ---------------- |
| 1     | Vereinigte Staaten | Emily Shilson    |
| 2     | Indien             | Simran Kaur      |
| 3     | Aserbaidschan      | Shahana Nazarova |

##### Klasse bis 49 kg
| Platz | Land       | Athlet             |
| ----- | ---------- | ------------------ |
| 1     | Schweden   | Jonna Malmgren     |
| 2     | Usbekistan | Shokhida Akhmedova |
| 3     | Belarus    | Natallia Varakina  |

##### Klasse bis 57 kg
| Platz | Land        | Athlet            |
| ----- | ----------- | ----------------- |
| 1     | Japan       | Nonoka Ozaki      |
| 2     | Ungarn      | Anna Szél         |
| 3     | Deutschland | Anastasia Blayvas |

##### Klasse bis 65 kg
| Platz | Land                | Athlet            |
| ----- | ------------------- | ----------------- |
| 1     | Volksrepublik China | Zhou Xinru        |
| 2     | Ukraine             | Oksana Chudyk     |
| 3     | Mongolei            | Oyun-Erdene Tamir |

##### Klasse bis 73 kg
| Platz | Land        | Athlet         |
| ----- | ----------- | -------------- |
| 1     | Kuba        | Milaimys Marín |
| 2     | Argentinien | Linda Machuca  |
| 3     | Japan       | Yuka Kagami    |

## Medaillenspiegel
|       | Medaillenspiegel   | Medaillenspiegel | Medaillenspiegel | Medaillenspiegel | Medaillenspiegel |
| Platz | Land               | G                | S                | B                | Gesamt           |
| ----- | ------------------ | ---------------- | ---------------- | ---------------- | ---------------- |
| 1     | Iran               | 2                | 2                | –                | 4                |
| 2     | Russland           | 2                | 1                | 1                | 4                |
| 3     | Japan              | 2                | –                | 2                | 4                |
| 4     | Vereinigte Staaten | 2                | –                | –                | 2                |
| 5     | Georgien           | 1                | 2                | –                | 3                |
| 6     | Usbekistan         | 1                | 1                | 1                | 3                |
| 7     | Aserbaidschan      | 1                | –                | 1                | 2                |
| 8     | China              | 1                | –                | –                | 1                |
| 8     | Kuba               | 1                | –                | –                | 1                |
| 8     | Moldau             | 1                | –                | –                | 1                |
| 8     | Schweden           | 1                | –                | –                | 1                |
| 12    | Argentinien        | –                | 2                | –                | 2                |
| 13    | Türkei             | –                | 1                | 1                | 2                |
| 13    | Ukraine            | –                | 1                | 1                | 2                |
| 15    | Algerien           | –                | 1                | –                | 1                |
| 15    | Ecuador            | –                | 1                | –                | 1                |
| 15    | Ungarn             | –                | 1                | –                | 1                |
| 15    | Indien             | –                | 1                | –                | 1                |
| 15    | Kirgisistan        | –                | 1                | –                | 1                |
| 20    | Armenien           | –                | –                | 1                | 1                |
| 20    | Belarus            | –                | –                | 1                | 1                |
| 20    | Bulgarien          | –                | –                | 1                | 1                |
| 20    | Ägypten            | –                | –                | 1                | 1                |
| 20    | Deutschland        | –                | –                | 1                | 1                |
| 20    | Mexiko             | –                | –                | 1                | 1                |
| 20    | Mongolei           | –                | –                | 1                | 1                |
| 20    | Pakistan           | –                | –                | 1                | 1                |
| Total | Total              | 15               | 15               | 15               | 45               |